# Liste der Einträge im National Register of Historic Places im Newton County (Missouri)

Lage des Newton County in Missouri

Die Liste der Einträge im National Register of Historic Places im Newton County in Missouri führt die Bauwerke und historischen Stätten im Newton County auf, die in das National Register of Historic Places aufgenommen wurden.

## Legende
| NRHP | Historic Place    |
| HD   | Historic District |
| NMON | National Monument |

## Aktuelle Einträge
| [ 3 ] | Name                                       | Bild                                       | Eintragsdatum        | Lage | Ort         | Beschreibung             |
| ----- | ------------------------------------------ | ------------------------------------------ | -------------------- | --- | ----------- | ------------------------ |
| 1     | First Battle of Newtonia Historic District |                                            | 2004 ID-Nr. 04000697 | Kreuzung von MO 86 und Missouri Highway O 36° 53′ 5″ N, 94° 11′ 2″ W | Newtonia    |                          |
| 2     | Bonnie & Clyde Garage Apartment            | Bonnie & Clyde Garage Apartment            | 2009 ID-Nr. 09000302 | Rund 1,3 km südlich des State Highway V 37° 3′ 6″ N, 94° 31′ 0,1″ W | Diamond     |                          |
| 3     | George Washington Carver National Monument | George Washington Carver National Monument | 1966 ID-Nr. 66000114 | Rund 1,3 km südlich des State Highway V 36° 59′ 7″ N, 94° 21′ 18″ W | Diamond     |                          |
| 4     | Jolly Mill                                 |                                            | 1983 ID-Nr. 83004021 | Südwestlich von Pierce City 36° 53′ 50″ N, 94° 4′ 18″ W | Pierce City |                          |
| 5     | Lentz-Carter Merchandise Store             |                                            | 2008 ID-Nr. 08000799 | 744 Ozark Street 36° 45′ 38,2″ N, 94° 11′ 32,1″ W | Stella      |                          |
| 6     | Neosho Commercial Historic District        | Neosho Commercial Historic District        | 1993 ID-Nr. 93000722 | Verschiedene Gebäude in der Main Street, der Spring Street, der Washington Street und Wood Street; Erweiterung um 114, 116, 118–120, 120 und 124–126 South Wood Street 36° 52′ 11″ N, 94° 22′ 3″ W | Neosho      | Erweiterung im Jahr 2007 |
| 7     | Neosho High School                         |                                            | 2002 ID-Nr. 02000906 | West McCord Street Ecke North Wood Street 36° 52′ 17″ N, 94° 22′ 8″ W | Neosho      |                          |
| 8     | Mathew H. Ritchey House                    |                                            | 1978 ID-Nr. 78003399 | Mill Street 36° 52′ 39″ N, 94° 10′ 58″ W | Newtonia    |                          |
| 9     | Second Baptist Church                      | Second Baptist Church                      | 1996 ID-Nr. 95001495 | 430 West Grant Street 36° 52′ 31″ N, 94° 22′ 29″ W | Neosho      |                          |
| 10    | Second Battle of Newtonia Site             |                                            | 2004 ID-Nr. 04000698 | Nordwestlich, südwestlich und südöstlich der Kreuzung von MO 86 und Missouri Highway 0 36° 52′ 19″ N, 94° 11′ 36″ W                                                                                | Newtonia    |                          |